# Atletisme en els Jocs Olímpics de Barcelona 1992 – 20 km marxa
L'esdeveniment d'atletisme de 20 km marxa masculina en els Jocs Olímpics de Barcelona 1992, es va dur a terme el dia 31 de juliol de 1992. Va tenir com a escenari principal a l'Estadi Olímpic Lluís Companys i va comptar amb la participació de 42 competidors de 23 països. L'atleta català Daniel Plaza va aconseguir guanyar la medalla d'or amb un temps de 1:21:45, essent el primer esportista català i espanyol en guanyar una medalla d'or en atletisme. El canadenc Guillaume LeBlanc va arribar en segona posició, obtenint la medalla de plata amb un temps de 1:22:25, mentre que l'italià Giovanni De Benedictis va aconseguir arribar en tercer lloc amb un temps de 1:23:1.

## Rècords
Abans de la competició, els rècords olímpics i mundials eren els següents:
| Rècord mundial | Pavol Blazek     | 01:18:13 | Hildesheim, Alemanya Occidental | 16 de setembre de 1990 |
| Rècord olímpic | Jozef Pribilinec | 1: 19.57 | Seül, Corea de Sud              | 23 de setembre de 1988 |

## Resultat
La classificació final de la competència va ser la següent:
| Pos.   | Nom                    | Temps   | Notes |
| ------ | ---------------------- | ------- | ----- |
| Or     | Daniel Plaza           | 1:21:45 |       |
| Plata  | Guillaume LeBlanc      | 1:22:25 |       |
| Bronze | Giovanni De Benedictis | 1:23:11 |       |
| 4      | Maurizio Damilano      | 1:23:39 |       |
| 5      | Chen Shaoguo           | 1:24:06 |       |
| 6      | Jimmy McDonald         | 1:25:16 |       |
| 7      | Daniel García          | 1:25:35 |       |
| 8      | Sándor Urbanik         | 1:26:08 |       |
| 9      | Héctor Moreno          | 1:26:23 |       |
| 10     | Miguel Ángel Prieto    | 1:26:38 |       |
| 11     | Robert Ihly            | 1:26:56 |       |
| 12     | Mikhail Shchennikov    | 1:27:17 |       |
| 13     | Vladimir Andreyev      | 1:28:25 |       |
| 14     | Tim Barrett            | 1:28:25 |       |
| 15     | Stefan Johansson       | 1:28:37 |       |
| 16     | Chris Maddocks         | 1:28:45 |       |
| 17     | Pavol Blažek           | 1:29:23 |       |
| 18     | Walter Arena           | 1:29:34 |       |
| 19     | Igor Kollár            | 1:29:38 |       |
| 20     | Axel Noack             | 1:29:55 |       |
| 21     | Joel Sánchez Guerrero  | 1:30:12 |       |
| 22     | Nicholas A'Hern        | 1:31:39 |       |
| 23     | Andrew Penn            | 1:31:40 |       |
| 24     | Martn Rush             | 1:31:56 |       |
| 25     | Shemisu Hasen          | 1:32:39 |       |
| 26     | Viktoras Meškauskas    | 1:33:24 |       |
| 27     | Sérgio Galdino         | 1:33:32 |       |
| 28     | Ján Záhončík           | 1:33:37 |       |
| 29     | Ernesto Canto          | 1:33:51 |       |
| 30     | Allen James            | 1:35:12 |       |
| 31     | Andrew Jachno          | 1:36:49 |       |
| 32     | Marcelo Palma          | 1:40:11 |       |
| —      | Li Mingcai             | DNF     |       |
| —      | Robert Korzeniowski    | DNF     |       |
| —      | Oleg Trochin           | DNF     |       |
| —      | Ademar Kammler         | DNF     |       |
| —      | Jefferson Pérez        | DNF     |       |
| —      | Valentí Massana        | DQ      |       |
| —      | Thierry Toutain        | DQ      |       |
| —      | Bobby O'Leary          | DQ      |       |
| —      | José Urbano            | DQ      |       |
| —      | Saleumphone Sopraseut  | DQ      |       |